# 1890 en sport
Cet article présente les faits marquants de l'année 1890 en sport.

## Athlétisme
- 25 janvier : Pierre de Coubertin fait paraître la première revue française sur l'athlétisme : La Revue athlétique (mensuelle).
- 31 mai : Inter-Colonial Meet, premier grand meeting d’athlétisme en Australie (Moore Park, Sydney).

- 15e édition du championnat britannique de cross-country à Sutton Coldfield. Edward Parry s’impose en individuel ; Salford Harriers enlève le titre par équipe.

- 2e édition des championnats d’athlétisme de Belgique. Deux épreuves au programme :
  - Emile de Ré remporte le 100 m.
  - Gustave Bergman le mile.

- 11e édition des championnats AAA d'athlétisme de Grande-Bretagne :
  - L’Irlandais Norman Morgan remporte le 100 yards
  - Tom Nicholas le 440 yards
  - TT Pitman le 880 yards.
  - James Kibblewhite le mile, le 4 miles et le 10 miles.
  - William Parry le steeplechase.
  - Charles Daft le 120 yards haies.
  - CW Haward le saut en hauteur (1,74 m).
  - Richard Dickinson le saut à la perche (3,15 m).
  - RG Hogarth le saut en longueur (6,09 m).
  - RA Greene le lancer du poids (11,48 m).
  - Robert Lindsay le lancer du marteau (31,14 m).

- 15e édition des championnats d'athlétisme des États-Unis :
  - John Owen remporte le 100 yards.
  - Fred Westling le 200 yards.
  - William Downs le 440 yards.
  - Harry Dadmun le 880 yards.
  - Le Britannique Alfred George le mile.
  - William Young le 2 miles steeple.
  - Thomas Conneff le 5 miles et le 6 miles sur route.
  - Fred Ducharme le 120 yards haies et le 220 yards haies.
  - HL Hallock le saut en hauteur (1,78 m).
  - Walter Rodenbaugh le saut à la perche (3,20 m).
  - Alfred Copland le saut en longueur (7,08 m).
  - Le Canadien George Gray le lancer du poids (13,33 m).
  - L’Irlandais James Mitchell le lancer du marteau (39,82 m).

## Balle au tambourin
- Le jeu de tambourin (palla tamburello) est reconnu par la fédération italienne de gymnastique qui prend en charge son organisation.

## Baseball
- Conflit entre les joueurs professionnels de Baseball US et leurs clubs. Les meilleurs joueurs quittent les rangs de la National League pour monter une Players League. Ce championnat de 8 équipes géré par les joueurs tourne, comme en 1884, rapidement à la banqueroute… Les Boston Reds remportent le titre avec 81 victoires et 48 défaites.
- 1er septembre : Brooklyn Bridegrooms gagne trois matches de championnat face à Pittsburgh dans la même journée !
- 15e édition aux États-Unis du championnat de baseball de la Ligue nationale. Les Brooklyn Bridegrooms s’imposent avec 86 victoires et 43 défaites. 776 042 spectateurs assistent aux 531 matches de la saison, soit une moyenne très modeste de 1 461 spectateurs par match.
- 9e édition aux États-Unis du championnat de baseball de American Association. Les Louisville Colonels s’imposent avec 88 victoires et 44 défaites.
- 9/17 octobre : 7e édition aux États-Unis des World's Championship Series entre les champions de American Association et de la Ligue nationale. Les Brooklyn Bridegrooms s'imposent (3-3-1) face aux Louisville Colonels.

## Boxe
- 27 février : les boxeurs Needham et Kerrigan s’affrontent pendant 100 rounds… pour un match nul !
- 27 juin : George Dixon devient le premier noir champion du monde de boxe. Il s’empare du titre en s’imposant face à Nunc Wallace par KO à la 18e reprise.

## Cricket
- 21/23 juillet : premier des trois test matches de la tournée anglaise de l’équipe australienne de cricket. L’Angleterre bat l’Australie par 7 wickets.
- 11/12 août : 2e des trois test matches de la tournée anglaise de l’équipe australienne de cricket. L’Angleterre bat l’Australie par 2 wickets.
- 25/27 août : le 3e des trois test matches de la tournée anglaise de l’équipe australienne de cricket face à l’Angleterre est annulé en raison de la pluie. L’Angleterre remporte la série des Ashes par 2-0.
- Le Surrey (9 victoires, 3 nuls et 2 défaites) remporte le championnat britannique de cricket par Comté.
- Le Transvaal gagne le premier championnat sud-africain, la Currie Cup.

## Cyclisme
- Fondation à Angers du journal sportif « La France Cycliste ».

## Football
- 22 mars : Preston North End FC, 15 victoires, 3 nuls et 4 défaites conserve son titre de champion d’Angleterre de football.
- 25 mars : l’Angleterre bat le Pays de Galles 3-1 à Wrexham.
- 29 mars : Finale de la 19e FA Cup (132 inscrits). Blackburn Rovers 6, Sheffield Wednesday FC 1. 20 000 spectateurs au Kennington Oval.
- 5 avril : à Glasgow, l'Écosse et l’Angleterre : 1-1.
- Aux États-Unis, Kensington remporte le championnat de football organisé par la Saint-Louis Association.
- AB remporte le championnat de Copenhague de football.
- 13 septembre : inauguration du stade de Blackburn Rovers : Ewood Park.
- À Paris, le Club français commence ses activités. Les Clubistes devront attendre 1892 pour être officiellement reconnu par les autorités préfectorales et 1894 par les autorités sportives.

## Football australien
- South Melbourne remporte le championnat de football australien de l’État de Victoria. Port Adelaide champion de South Australia. East Sydney champion de NSW. Fremantle champion du Western.

## Football gaélique
- 16 novembre : finale du 3e championnat d’Irlande de football Gaélique : Cork bat Wexford.

## Golf
- Inauguration du parcours de golf de Dinard (France).
- John Ball remporte l'Open britannique à Prestwick.

## Hockey sur glace
- 27 novembre : fondation au Canada de l’Ontario Hockey Association (Hockey sur glace).

## Hurling
- 16 novembre : finale du 3e championnat d’Irlande de Hurling; Cork bat Wexford.

## Jeu de paume
- L’Anglais Charles Saunders succède à Petit comme « Champion du Monde » de Jeu de Paume.

## Joute nautique
- A. Bascoul (dit lou mut) remporte le Grand Prix de la Saint-Louis à Cette.

## Natation
- J.A. Travis introduit la technique du crawl en natation.

## Omnisports
- 25 janvier : premier numéro de la revue mensuelle sportive française « La Revue athlétique ». Cette publication parisienne est initiée par Pierre de Coubertin.
- 5 avril : premier numéro du Bulletin de l’USFSA, « Les Sports Athlétiques » publié à Paris.
- Premier numéro du journal sportif parisien, « L’Echo des Sports ».

## Patinage sur glace
- 3/4 janvier : championnats du Monde de patinage de vitesse à Amsterdam.

## Rugby à XV
- 15 février : le Pays de Galles bat l’Angleterre à Dewsbury.
- 1er mars : l’Angleterre bat l’Écosse à Édimbourg.
- 15 mars : l’Angleterre bat l’Irlande à Blackheath.
- Le Yorkshire est champion d’Angleterre des comtés.

## Ski
- Publication de l’ouvrage « À ski à travers le Groenland » du Norvégien Fridtjof Nansen dont les traductions en français, anglais et allemand déclenchent un engouement pour le ski en Europe.

## Sport hippique
- États-Unis : Riley gagne le Kentucky Derby.
- Angleterre : Sainfoin gagne le Derby.
- Angleterre : Ilex gagne le Grand National.
- Irlande : Kentish Fire gagne le Derby d'Irlande.
- France : Heaume gagne le Prix du Jockey Club.
- France : Wandora gagne le Prix de Diane.
- Australie : Carbine gagne la Melbourne Cup.

## Tennis
- 14e édition du Tournoi de Wimbledon :
  - L’Anglais Willoughby Hamilton s’impose en simple hommes.
  - L’Anglaise Lena Rice en simple femmes.
- 10e édition du championnat des États-Unis :
  - L’Américain Oliver Campbell s’impose en simple hommes.
  - L’Américaine Ellen Roosevelt s’impose en simple femmes.

## Naissances
- 28 février : Joe Malone, joueur de hockey sur glace canadien
- 22 juillet : Lucien Gamblin, international de football français. († 30 août 1972).
- 24 août : Duke Kahanamoku, nageur américain
- 15 septembre : Eugène Maës, international de football français
- 8 octobre : Philippe Thys, coureur cycliste belge, vainqueur du Tour de France en 1913, 1914 et 1920. († 16 janvier 1971).
- 12 décembre : Jean Rigal, international de football français